# السقوط (فلم 2021)
السقوط (بالإنجليزية: The Fallout) هو فيلم درامي أمريكي لعام 2021، من سيناريو وأخراج ميغان بارك، ومن بطولة جينا أورتيغا في دور فادا كافيل، ومادي زيغلر وجولي بوين وجون أورتيز ونايلز فيتش وويل روب وشايلين وودلي، تم عرضه لأول مرة في ساوث باي ساوث ويست في 17 مارس 2021، وتم إصداره في 27 يناير 2022.

## روابط خارجية
- مقالات تستعمل روابط فنية بلا صلة مع ويكي بيانات